# U-18-Faustball-Europameisterschaft 2005
Die 6. Faustball-Europameisterschaft für männliche U18-Mannschaften fand am 16. und 17. Juli 2005 in Düsseldorf (Deutschland) zeitgleich mit der Europameisterschaft 2005 für weibliche U18-Mannschaften statt. Deutschland war zum ersten Mal Ausrichter der Faustball-Europameisterschaft der männlichen U18-Mannschaften.

## Vorrunde
Spielergebnisse
| Deutschland | – | Italien    | 2:0 | (20:11, 20:12) |
| Schweiz     | – | Dänemark   | 2:0 | (20:8, 20:11)  |
| Deutschland | – | Dänemark   | 2:0 | (20:13, 20:6)  |
| Österreich  | – | Italien    | 2:0 | (20:11, 20:12) |
| Schweiz     | – | Österreich | 2:0 | (20:18, 20:7)  |
| Italien     | – | Dänemark   | 2:0 | (20:9, 20:9)   |
| Deutschland | – | Österreich | 2:0 | (20:8, 20:10)  |
| Schweiz     | – | Italien    | 2:0 | (20:15, 20:13) |
| Deutschland | – | Schweiz    | 2:0 | (20:12, 22:20) |
| Österreich  | – | Dänemark   | 2:0 | (20:9, 20:12)  |

## Qualifikationsspiel für das Spiel um Platz 3
Der Vierte und der Fünfte der Vorrunde spielten um den Einzug in das Spiel um Platz 3.
| Italien | - | Dänemark | 2:0 | (20:6, 20:14) |

## Halbfinale
Der Sieger der Vorrunde war direkt für das Finale qualifiziert, der Zweite und der Dritte spielten im Halbfinale um den Finaleinzug.
| Schweiz | - | Österreich | 0:2 | (14:20, 13:20) |

## Finalspiele
| Spiel um Platz 3 | Spiel um Platz 3 | Spiel um Platz 3 | Spiel um Platz 3 | Spiel um Platz 3 | Spiel um Platz 3 |
| ---------------- | ---------------- | ---------------- | ---------------- | ---------------- | ---------------- |
| Schweiz          | –                | Italien          | 2:0              | (20:14, 20:18)   |                  |
| Finale           |                  |                  |                  |                  |                  |
| Deutschland      | –                | Österreich       | 2:0              | (20:4, 20:9)     |                  |

## Platzierungen
| Rang | Land        |
| ---- | ----------- |
| 1.   | Deutschland |
| 2.   | Österreich  |
| 3.   | Schweiz     |
| 4.   | Italien     |
| 5.   | Dänemark    |